# سینه‌پهلوی قارچی
سینه‌پهلوی قارچی (انگلیسی: Fungal pneumonia) به معنی عفونت ریه توسط قارچ است. می تواند توسط قارچ های بومی یا فرصت طلب یا ترکیبی از هر دو ایجاد شود. مرگ و میر موارد در پنومونی قارچی می تواند تا نود درصد در بیماران نقص ایمنی بالا باشد،، اگرچه بیماران دارای ایمنی به طور کلی به درمان ضد قارچی پاسخ خوبی میدهند.

## علائم
پنومونی قارچی می تواند مشابه آنفولانزای معمولی یا سایر بیماری های رایج ظاهر شود. علائم اغلب شامل تب، سرفه، سردرد، بثورات پوستی، درد عضلانی و/یا درد مفاصل است. این می تواند منجر به تأخیر یا عدم جستجوی کامل درمان شود.
در بخش بسیار کوچکی از افراد، پنومونی قارچی می‌تواند منجر به ذات‌الریه مزمن، قارچ‌می (وجود قارچ‌ها در خون)، مننژیت (عفونت مننژهای مغز یا ستون مهره) یا حتی مرگ شود. با این حال، این بسیار نادر است و بیشتر موارد بدون درمان، گزارش نشده یا بدون علامت هستند (مثلاً فرد آلوده از ابتلا یا بودن خود آگاه نیست).
علل
موارد خاصی از عفونت های قارچی که می توانند با درگیری ریوی ظاهر شوند عبارتند از:
- کوکسیدیوئیدومیکوزیس، که با یک عفونت تنفسی اغلب خود محدود شده شروع می شود (همچنین به نام «تب دره» یا «تب سن خواکین» نیز شناخته میشود.
- پنومونی پنوموسیستیس، که معمولاً در افراد دارای نقص ایمنی، به ویژه ایدز رخ میدهد.
- اسپوروتریکوز - در درجه اول یک بیماری پوستی است، اما می تواند ریه ها را نیز درگیر کند.
- گونه های کریپتوکوک گاهی می توانند به ریه ها حمله کنند.
- آسپرژیلوزیس که منجر به آسپرژیلوز ریوی مهاجم میشود.
- به ندرت، کاندیدیاز تظاهرات ریوی در بیماران مبتلا به نقص ایمنی دارد.
- هیستوپلاسموز یا ریه اسپلونکر